# シャーマンキング0
『シャーマンキング0』（シャーマンキングゼロ）は、武井宏之による日本の漫画。『ジャンプ改』（集英社）にて、2011年11月から連載された読切連作。同社の『週刊少年ジャンプ』で連載されていた『シャーマンキング』に登場するキャラクターの前日譚。麻倉葉、蓮、ホロホロ、リゼルグ、ハオなどが、シャーマンファイトに参加する前のエピソードが描かれている。タイトルには『シャーマンキング0-zero-』などの表記も見られる。

## エピソード
各エピソード名は映画タイトルから捩っている。
単行本1巻収録
EPISODE-YOH 「ニュー・シマネ・パラダイス」
麻倉葉の小学〇年生のときのエピソード（1995年）。出雲大社前駅に憑りついた地縛霊"スズ（16）"との出会いから起こる、麻倉葉の心情変化が描かれる。
登場キャラクターは、麻倉葉、麻倉葉明（葉の祖父）、麻倉茎子（葉の母）、スズ（地縛霊）、“島根のジョー”こと島村丈太郎（幽霊）、ドクガムシなど。
EPISODE-REN 「TEARS OF THE REN」
道蓮（タオレン）の9歳のときのエピソード（1995年）。EPISODE-YOHで登場した"島根のジョー"は、道珍（タオチン）に殺され、屍（キョンシー）にされていた。
登場キャラクターは、道蓮、道珍、“島根のジョー”こと島村丈太郎。
EPISODE-HOROHORO 「たんす WITH WOLVES」
ホロホロの小学5年生のときのエピソード（1995年）。ダム子との思い出と後悔が描かれる。
登場キャラクターは、ホロホロ、ダム子（黒部民子）、ピリカ（ホロホロの妹）、碓氷リカン（ホロホロの父）。
EPISODE-LYSERG 「A LITTLE WICKER MAN」
リゼルグの過去を描いたエピソード。
EPISODE-HAO 「摩多川アンダーザブリッジ」
EPISODE-CHOCOLOVE 「GAG OF NEW YORK」
人気投票で5人の戦士の中でダントツのビリであった事からチョコラブではなく、ビッグガイ・ビルとハオの手下達のエピソードが描かれた。
単行本2巻収録
EPISODE-HAO 「麻葉童子II 〜前編、後編〜」
ハオのエピソード。981年平安京が舞台。かつて麻葉童子（まっぱどうじ）と呼ばれていたハオが、陰陽師忠具の暴走により生まれた人間式神大太郎法師を倒し、大陰陽師・麻倉葉王となるまでの物語。
登場キャラクターは、陰陽師羽茂忠具（はものただとも）、その一番弟子大太郎（だいたろう）、陰陽師山田道茉（やまだどうま）、帝。
EPISODE-YOHSUKE 「ヤハべえ」
『シャーマンキングFLOWERS』に登場する鴨川羊介とヤハべえのエピソード。羊介が唯一の取柄だと思っていたトレーディングカードゲームの大会で一回戦敗退をし、自殺をしようと考えていたときにヤハべえとあい、色々な事件に巻き込まれていく。『ジャンプスクエア』2012年9月号に読み切りとして掲載された作品。
EPISODE-SATI 「カドゥ 踊るマハラジャ 〜前編、中編、後編〜」
西岸サチの13才のときのエピソード。ひょんなことからマハラジャ・カドゥの妻にさせられそうになる、というお話。
登場キャラクターは、西岸サチ（さいがん サチ、ミロク）、ジゾウ、センジュ、バトウ、ショウ、セイシ、ジュウイチメン、ニョイリン、コクウ、フクウ、アシュラ、カドゥ、サティ、コメリ。
EPISODE-IRON MAIDEN JEANNE 「船上のメリークリスマス」
メイデン及びX-LAWSのメンバー達のエピソード。

## 書誌情報

### 集英社版
- 武井宏之 『シャーマンキング0』 集英社〈ヤングジャンプ・コミックス〉、全2巻
  1. 2012年5月10日発売、ISBN 978-4-08-879312-2
  2. 2015年1月19日発売、ISBN 978-4-08-890071-1

### 講談社版
- 武井宏之 『シャーマンキング0』 講談社〈マガジンエッジKC〉、全2巻
  1. 2021年6月17日発売、ISBN 978-4-06-523637-6
  2. 2021年6月17日発売、ISBN 978-4-06-523639-0